# Nouvion-le-Vineux
 Nouvion-le-Vineux  es una población y comuna francesa, en la región de Picardía, departamento de Aisne, en el distrito de Laon y cantón de Laon-Sud.

## Demografía
| 94 | 103 | 123 | 162 | 188 | 169 |
| Para los censos de 1962 a 1999 la población legal corresponde a la población sin duplicidades (Fuente: INSEE [Consultar]) |     |     |     |     |     |